# Annibale Comessatti
Annibale Comessatti (Udine, 30 janvier 1886 – Padoue, 13 septembre 1945),  est un mathématicien italien.

## Biographie
Annibale Comessatti fait ses études à l'université de Padoue avec Giuseppe Veronese et Francesco Severi et obtient son diplôme en 1908. il travaille comme assistant de Francesco Severi. Il est nommé à l'université de Cagliari en 1920, puis à l'université de Padoue en 1922,.
Il est élu membre de l'Académie des Lyncéens en 1935. Il s'intéresse particulièrement à la géométrie algébrique, où il apporte des vues personnelles, notamment sur les questions de la réalité des entités algébriques.
En 1926 il est lauréat du prix mathématique de l'Académie italienne des sciences.